# Sydsverige
Sydsverige er en almindelig betegnelse for de sydligste dele af Sverige. Det er forskelligt, hvilke landskaber, der medregnes i området. Dog indgår altid Skåne og Blekinge. Ind i mellem medtages også Småland og Öland.
Det er også almindeligt at man anvender betegnelsen om Skåne, Blekinge, det sydlige Halland, det sydlige Småland samt (helt eller delvist) Öland.
Bemærk at det sydsvenske højland hovedsageligt ligger i den nordlige halvdel af Småland.
Sydsverige er også et såkaldt riksområde i international statistik, og omfatter i den sammenhæng Blekinge län og Skåne län, med NUTS-områdekoden SE044.